# Piadina
Románjska piadína ali piáda (italijansko piadina romagnola ali piada romagnola) je tip italijanske ulične hrane, značilen za deželo Emilijo - Romanjo. Piadina je tanek, nevzhajan kruh, ki ga napolnijo z različnimi nadevi, tako slanimi kot sladkimi.

## Zgodovina
O nastanku, obliki in sestavinah za piadino obstajajo različne hipoteze. Že okrog leta 1200 pr. n. št. so prebivalci na območju Lombardije pripravljali piadini podoben nekvašen kruh iz različnih mok. Lastnosti današnje piadine lahko najdemo tudi v fokači (it. foccacia), narejeni iz želodove ali druge podobne moke, ki so jo v Antiki pripravljali na območju Montefeltra. Jasno pa je, da je tak tip kruha obstajal že v časov Rimljanov. Bil je predvsem hrana revnih, ki so piadine jedli namesto kruha ob različnih jedeh. 
Piadina je bila prvič v pisni obliki omenjena leta 1371, ko je francoski kardinal Anglico de Grimoard prvič zapisal recept v knjigo Descriptio provinciae Romandiolae, v kateri je opisal deželo Romanjo. Recept pravi: »Naredimo jih iz moke, ki jo namočimo z vodo in začinimo s soljo. Zamesijo se lahko tudi z mlekom, lahko pa se doda tudi malo svinjske masti za okus.«
Piadino omenja tudi italijanski pesnik Giovanni Pascoli, ki piadino poimenuje kot »kruh oziroma narodna jed prebivalcev Romanje.« Po drugi svetovni vojni piadine niso več predstavljale nadomestka za kruh, ampak so postale njegova alternativa. Prav sredi 20. stoletja je priljubljenost piadin močno narasla, saj so se ob poteh, ki so vodile k obali, začeli pojavljati prvi kioski, v katerih so turistom in domačinom ponujali sveže pripravljene piadine. Še v današnjih časih so piadine zelo priljubljena ulična hrana. Nekateri jo imenujejo celo »kraljica ulične hrane«.

### Etimologija
Izvor besede piadina ni čisto jasen. Beseda piadina je pomanjševalnica besede piada (regionalno tudi piê, pièda, pìda ali pjida), ki izhaja iz severnoitalijanske besede piàdena. Številni pravijo, da je beseda piada izposojenka iz grške besede za fokačo. Nekateri pa pravijo, da so besedo prenesli iz nekega drugega jezika, saj so piadini podoben kruh množično pripravljali tudi drugod v Vzhodnem rimskem cesarstvu. V 15. stoletju je italijanski učenjak Pietro Bembo uporabljal besedo piada, ki bi lahko bila grška in je najbrž nastala prek bizantinščine. Konec 19. stoletja je Giovanni Pascoli poitalijančil besedo piè in s tem formalno ustalil rabo besede piada.

## Različice
Piadine so v preteklosti jedli predvsem kot nadomestek kruha. Danes jih lahko postrežemo kot kruh, kot predjed ali celo kot glavno jed. Spadajo med zelo priljubljeno italijansko ulično hrano.
Glede na obliko obstaja več različic (navadna piadina, crescione, rotolo), vsem pa so skupne enake sestavine: pšenična moka tipa 500, voda, svinjska mast ali oljčno olje, vzhajalno sredstvo (soda bikarbona, kvas ali pecilni prašek – odvisno od recepta) in nadev po želji (slani ali sladki nadevi). Takšno testo so tradicionalno pekli na glinenih krožnikih ali na plošči štedilnika na drva. Danes jih v piadinerijah pečejo na kovinskih ploščah.    

### Piadina
Piadina Romagnola (ZGO) mora biti okrogle oblike in premera 15–25 cm. Spečena mora biti svetle barve z enotnimi majhnimi zlato zapečenimi »pikami« različnih velikosti in oblik na obeh straneh. V notranjosti Emilje - Romanje so piadine debelejše in manjše, ob obali (npr. v Riminiju) so piadine narejene brez masti in zato tanjše ter večje. Zaradi tega je Piadina Romagnola alla Riminese tanjša in mehkejša, velikosti 23–30 cm in ima neenotne »pike«.
Testo za piadine najprej razvaljajo, nato spečejo, nadevajo in nazadnje prepognejo. Piadino pred postrežbo velikokrat prerežejo na pol. Nadevajo jo z različnimi nadevi, tako slanimi kot sladkimi, tako tradicionalnimi kot sezonskimi:
- mocarela, kuhan pršut in paradižnik
- pršut, sir Squacquerone in rukola
- čokoladno-lešnikov namaz
- marmelada

### Crescione
Ena od različic piadine je crescione, imenovan tudi cassone, cascione ali calzone (v romanjskem dialektu carson ali casòun). Ime se razlikuje od kraja do kraja – v mestu Imola je poimenovan calzone, v Forliju crescione. Crescione je ime dobil po kreši (it. crescione), ki so jo v začetku uporabljali za nadev, saj je bila zelo razširjena. Včasih so krešo aromatizirali še s čebulo, česnom ali šalotko.
Naredijo ga tako, da še ne pečeno testo v obliki kroga nadevajo, prepognejo, da dobi obliko črke D, stisnejo ob robovih in šele nato spečejo. Glede na nadev jih delimo na:
- rdeči crescione (it. crescione rosso) – ime je dobil po rdeči barvi paradižnika ali paradižnikove omake. Ponavadi ga nadevajo še z mocarelo (in mesninami),
- zeleni crescione (it. crescione verde) – ime je dobil po zeleni barvi kreše, špinače ali blitve, ki jih strejo s soljo (in dodajo rikoto in/ali nariban parmezan) in
- beli crescione (it. crescione bianco) –  nadevajo ga z različnimi vrstami sirov (brez paradižnikove omake).

### Piadina ob dnevu Ognjene gospe
Madonna del Fuoco (Ognjena gospa, eng. Our Lady of Fire) je zavetnica mesteca Forlì. Ob tem prazniku, 4. februarja, se tradicionalno pripravlja posebna vrsta piadine – praznična in sladka Piadina (ali Pane) della Madonna del Fuoco. Za to različico potrebujemo moko, jajca, mleko, sladkor, maslo ali oljčno olje, (pivski) kvas in semena janeža. Prav janež je posebnost te piadine.
Zgodba pravi, da so pred nekaj stoletji, ko je v mestecu Forlì pestila huda lakota, ljudje, ki so verjeli v Ognjeno gospo, prodali svoje zaobljube. Z denarjem, ki so ga zaslužili, so kupili sestavine, potrebne za peko sladkega kruha, namenjenega revnejšim, da so lahko preživeli dolgo in težko obdobje lakote.

## Razširjenost
Piadine ponavadi prodajo takoj, ko so narejene, da se pojedo še vroče. Zelo značilna je prodaja piadin v kioskih, ki jih imenujejo piadinerije (it. Piadineria). Najdemo jih po vsej Romanji, glede na pokrajino pa se piadinerije razlikujejo po barvi navpičnih črt na kioskih. Osnovna barva je vedno bela. V pokrajini Ravenna so črte zelene barve, na območju pokrajine Forlì - Cesena pa so rumene ali rdeče barve.
Piadine danes prodajajo in jedo po vsej Italiji, ne samo v Emilji - Romanji. Poznana pa je tako v Italiji kot tudi v tujini. Najbolj znana kraja v zgodovini priprave piadin sta Montetiffi in Sogliano al Rubicone (FC).

## Zaščita
Evropska komisija je oktobra 2014 v Uradnem listu potrdila vpis imena Piadina Romagnola (Piada Romagnola) v register zaščitenih geografskih označb (ZGO).
Piadina Romagnola je zaščitena tudi kot tradicionalna jed dežele Emilije - Romanje. Takšno piadino Italijani označujejo s posebnim znakom – krog s temno rjavim petelinom in klasom pšenice na svetlo rjavi podlagi.